# Kærlighedens krigere
Kærlighedens krigere er en svensk-dansk dramafilm fra 2009 instrueret af Simon Staho. I hovedrollerne ses Josefin Ljungman og Shima Niavarani.

## Handling
Ida og Karin er et lesbisk par, hvis forhold er truet af en stor hemmelighed. Idas far misbrugte hende seksuelt som barn, og alvorlige følelsesmæssige ar er stadig til stede. Nu hvor det er blevet afsløret, hvad kan disse kvinder så gøre for at sikre, at det ikke ødelægger dem?

## Medvirkende
- Josefin Ljungman som Ida
- Shima Niavarani som Karin